# پونتوسور
پونتوسور (نام علمی: Pontosaurus) نام یک سرده از راسته پولک‌داران است.